# ایگل لیک (مینه‌سوتا)
ایگل لیک، مینه‌سوتا (به انگلیسی: Eagle Lake, Minnesota) یک شهر در ایالات متحده آمریکا است که در مینه‌سوتا واقع شده‌است.

## خصوصیات
ایگل لیک ۴٫۱۷ کیلومترمربع مساحت و ۲٬۴۲۲ نفر جمعیت دارد و ۳۰۸ متر بالاتر از سطح دریا واقع شده‌است.